# Jake Odum
Jacob Andrew Odum, detto Jake (Terre Haute, 11 febbraio 1991), è un allenatore di pallacanestro ed ex cestista statunitense.